# いつでも召喚!サモンナイト4
いつでも召喚!サモンナイト4（いつでもしょうかん サモンナイトふぉー）は、「アニメイトTV web」で配信された、ゲームソフトサモンナイト4の最新情報やドラマCD情報などを扱ったラジオ番組である。

## パーソナリティ
- 高橋広樹（グラッド役）
- 岩男潤子（コーラル役）

## 配信日時
- アニメイトTV web:2007年2月8日～4月26日（毎週木曜日）

## コーナー
- お料理レシピ・オリジナル料理で成長しよう～!
- 宿屋への手紙
- 開発こぼれ話の部屋

## ゲスト
- 第5回・第7回：三木眞一郎（セイロン役）

## ラジオCD
- DJ+ドラマCD「いつでも召喚!サモンナイト4」Vol.1（2007年4月25日発売）
- DJ+ドラマCD「いつでも召喚!サモンナイト4」Vol.2（2007年5月25日発売）